# Résidence secondaire
La résidence secondaire est une habitation servant notamment de logement de villégiature à ses propriétaires ou locataires, ceci uniquement pour des périodes de courtes durées durant l'année (vacances, week-end, loisirs, etc.). Les résidences secondaires peuvent faire l'objet de règles juridiques particulières en droit fiscal ou en droit matrimonial. Elle se distingue du pied-à-terre.

## En France
Depuis les années 1950, la quantité de résidences secondaires en France n’a cessé de croître. Aujourd’hui, ses 3,2 millions d’unités représentent 10 % du parc résidentiel national – ce qui, selon la presse financière française, est un record mondial.
Ce pourcentage varie selon les départements, les zones de villégiature pouvant le dépasser largement. Un cas particulier est représenté par la Corse (les deux départements), record national avec 37 % des logements. Le taux atteint 40 % si l'on inclut les logements vacants (qui ne peuvent être des résidences principales).

## Au Québec
Beaucoup de Québécois possèdent des résidences secondaires, tels que des chalets, pour les vacances estivales.
Les résidences secondaires sont intégrées au patrimoine familial en vertu de l'article 415 du Code civil du Québec lorsqu'elles sont utilisées par la famille.

## En Suisse
En Suisse, sont considérés être des résidences secondaires, des logements qui ne sont ni utilisés par des personnes domiciliées dans les communes concernées ni utilisés à des fins professionnelles ou de formation. Les résidences secondaires sont le plus souvent utilisées pour les vacances et/ou louées à des tiers. Il est distingué la résidence secondaire et le domicile secondaire, servant généralement à des fins professionnelles ou de formation et se qualifie juridiquement de lieu de séjour et non de domicile. Les personnes qui disposent d’un domicile secondaire sont souvent appelées « résidents temporaires ». Le domicile secondaire n'a pas d'existence juridique (seulement une qualification).
Depuis 2013, la construction d'une résidence secondaire est soumise à restriction si leur nombre excède 20 % dans une localité.